# غلاديس والتون
غلاديس والتون (بالإنجليزية: Gladys Walton)‏ هي ممثلة أمريكية، ولدت في 13 أبريل 1903 في الولايات المتحدة، وتوفيت بنفس المكان في 15 نوفمبر 1993 بسبب سرطان.

## وصلات خارجية
- غلاديس والتون على موقع IMDb (الإنجليزية)
- غلاديس والتون على موقع قاعدة بيانات برودواي على الإنترنت (الإنجليزية)
- غلاديس والتون على موقع قاعدة بيانات الفيلم (الإنجليزية)